# Chiến binh bí ẩn
Chiến binh bí ẩn (tiếng Anh: The Green Hornet, nghĩa là Ong bắp cày xanh) là bộ phim hài hành động Mỹ về siêu anh hùng phát hành năm 2011, dựa theo nhân vật cùng tên bắt nguồn từ một chương trình radio những năm 1930 và đã từng xuất hiện trong các chuỗi phim, trên tivi, truyện tranh và các chương trình giải trí khác. Phim do Michel Gondry đạo diễn, diễn viên chính là Seth Rogen, đồng thời là đồng tác giả kịch bản với Evan Goldberg. Các diễn viên phụ gồm Châu Kiệt Luân vai Kato, Christoph Waltz, Cameron Diaz, Edward James Olmos, David Harbour, và Tom Wilkinson.
Phim được công chiếu tại Bắc Mỹ vào ngày 14 tháng 1 năm 2011, với các định dạng RealD Cinema và IMAX 3D.

## Nội dung
Britt Reid (Seth Rogen) là con trai 28 tuổi của James Reid (Tom Wilkinson), chủ tòa soạn báo Daily Sentinel tại Los Angeles. Britt là một tay chơi vô trách nhiệm gây rắc rối cho bố mình, luôn làm mọi người thất vọng. Tuy nhiên, anh đã thay đổi thái độ của mình khi James được tìm thấy đã chết do bị một con ong chích. Sau tang lễ, Britt thừa hưởng tòa soạn Daily Sentinel và sa thải các nhân viên, ngoại trừ Kato (Châu Kiệt Luân), kỹ sư cơ khí của James và cũng là chuyên gia võ thuật.
Britt và Kato uống rượu say sưa với nhau, sau khi đồng ý rằng cả hai đều ghét James, họ lẻn vào nghĩa địa để cắt đầu bức tượng tưởng niệm James. Sau đó, cả hai nhìn thấy một cặp vợ chồng bị bọn côn đồ trấn lột và giải cứu họ. Britt và Kato bị cảnh sát đuổi theo, nhưng Kato hạ gục xe cảnh sát và đưa Britt về nhà.
Britt thuyết phục Kato rằng cả hai nên trở thành anh hùng chống tội phạm. Kato đồng ý và thiết kế một chiếc xe trang bị nhiều tiện ích và vũ khí, họ gọi nó là "Black Beauty". Britt lên kế hoạch bắt Benjamin Chudnofsky (Christoph Waltz), một trùm tội phạm người Nga, người thống nhất các băng đảng tội phạm của Los Angeles dưới sự chỉ huy của hắn, và cũng là người mà bố anh đã cố vạch trần. Để có được sự chú ý của Chudnofsky, Britt sử dụng tòa soạn Daily Sentinel để xuất bản báo về một người hùng mang biệt danh Green Hornet.
Britt thuê Lenore Case (Cameron Diaz), người có kiến thức về tội phạm học, làm trợ lý của mình và sử dụng tư vấn của cô để tạo bước đi cho Green Hornet. Britt và Kato cho nổ tung một số cơ sở chế biến ma túy của Chudnofsky, để lại danh thiếp để Chudnofsky có thể liên hệ với họ. Trong thời gian này, biên tập viên của tòa soạn Mike Axford (Edward James Olmos) lo ngại cuộc sống của Britt sẽ gặp nguy hiểm, và Công tố viên Frank Scanlon (David Harbour) phát biểu trước công chúng rằng gã không thể ngăn chặn Green Hornet.
Britt mời Lenore đi chơi, nhưng cô đã từ chối và mời Kato đi ăn tối, làm cho Britt ghen tuông. Kato biết được bọn tội phạm thường đề nghị gặp mặt các đối thủ để tiếp cận đủ gần rồi giết họ; Britt sau đó nói rằng Chudnofsky đã đồng ý gặp hai người. Kato cố gắng cảnh báo Britt, nhưng Britt phớt lờ. Chudnofsky cố gắng giết họ, nhưng họ tẩu thoát thành công.
Thoát về tới nhà, Britt và Kato đã cãi nhau và đánh nhau, sau đó Britt sa thải cả Kato và Lenore. Kato nhận được một email từ Chudnofsky gửi đến địa chỉ email của Green Hornet, treo thưởng 1.000.000 USD và một nửa Los Angeles nếu anh giết chết Britt. Trong khi đó, Britt phát hiện Scanlon đang tham nhũng, biết rằng hắn đã từng cố gắng hối lộ James để ông che giấu mức độ tội phạm trong thành phố để củng cố sự nghiệp của hắn.
Scanlon hẹn gặp Britt trong một nhà hàng, nơi hắn tiết lộ rằng hắn đã sát hại James. Kato đến, và thay vì giết Britt, anh tấn công thuộc hạ của Chudnofsky, cho phép anh và Britt - người mà Chudnofsky cho là Green Hornet thật - trốn thoát. Họ lái xe về tòa soạn, nơi Britt dự định đăng tải đoạn ghi âm lời thú nhận của Scanlon lên web nhưng phát hiện mình vẫn chưa ghi âm lại. Chudnofsky và thuộc hạ của hắn đuổi theo cả hai đến tòa soạn, nơi diễn ra cuộc đọ súng. Cuối cùng Kato đâm thanh gỗ vào mắt Chudnofsky và Britt bắn chết hắn. Đội cảnh sát SWAT xuất hiện và bắn Britt và Kato, trong khi họ sử dụng phân nửa chiếc Black Beauty tông Scanlon ra cửa sổ từ tầng 10 xuống đường, giết chết hắn. Britt và Kato đến nhà của Lenore, nơi cô biết được danh tính bí mật của họ. Tuy giận dữ nhưng cô vẫn giúp họ trốn cảnh sát và cố gắng chữa vết thương trên vai của Britt nhưng không thành công.
Sáng hôm sau, Britt đề bạt Axford làm tổng biên tập và diễn màn kịch bị bắn ở vai do phát súng giả của Kato, giúp Britt được đưa đi điều trị ở bệnh viện. Sau đó, Britt và Kato hàn lại đầu bức tượng James trong nghĩa địa. Bây giờ với sự hỗ trợ của Lenore, Britt và Kato tiếp tục làm người hùng trừ gian diệt bạo.

## Diễn viên

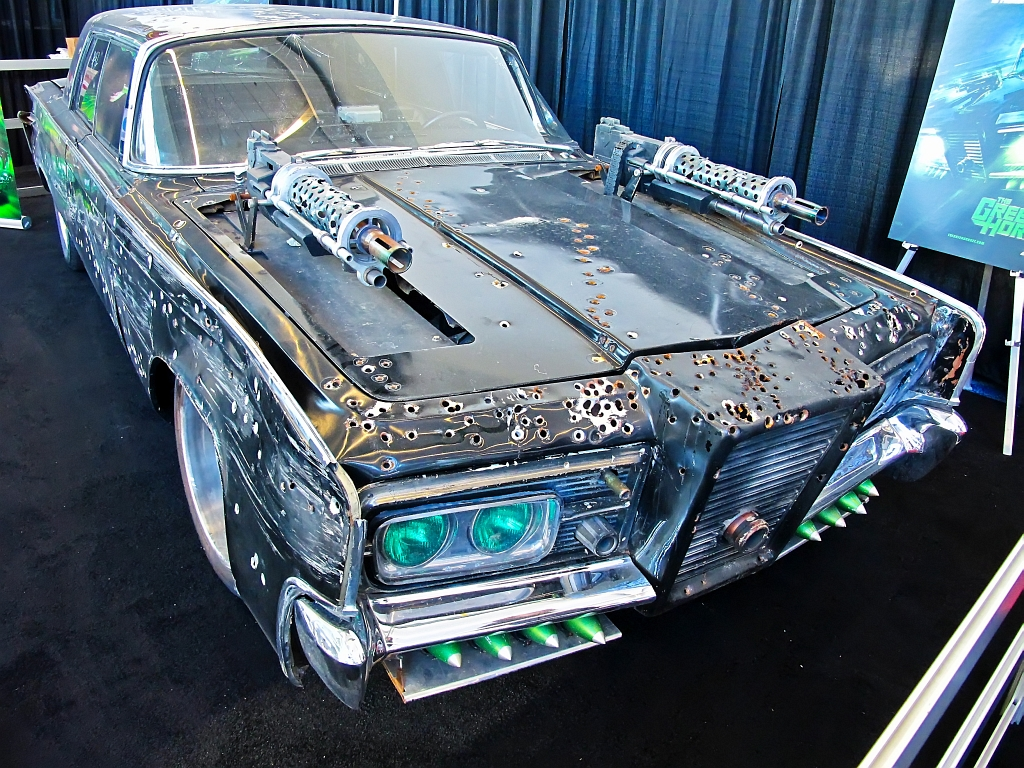
Chiếc xe hơi Black Beauty được sử dụng trong phim.

- Seth Rogen vào vai Britt Reid / The Green Hornet, là con trai của một nhà xuất bản báo ở Los Angeles, ngoài ra còn là Green Hornet với chiếc mặt nạ đen chống lại tội phạm.
- Châu Kiệt Luân vào vai Kato, một thợ cơ khí và chuyên gia võ thuật đã trở thành trợ lý của Green Hornet.
- Christoph Waltz vào vai Benjamin Chudnofsky, một gangster người Nga có kế hoạch thống nhất tất cả các băng đảng tội phạm của Los Angeles để trở thành một "siêu mafia"[2]. Trong suốt bộ phim, lo lắng rằng hắn đang mất đi lợi thế của mình, và cuối cùng hắn đã tự xưng là "Bloodnofsky" để đe dọa kẻ thù của mình.
- Cameron Diaz vào vai Lenore "Casey" Case, bị cho là người yêu của Britt và Kato. Cô cũng là thư ký của Britt cho Daily Sentinel.[2]
- Tom Wilkinson vào vai James Reid, là người bố nghiêm khắc của Britt, rất giàu có và thành công khi có tòa soạn báo lớn.
- Edward James Olmos vào vai Mike Axford, là biên tập viên.
- Edward Furlong vào vai Tupper, là chủ phòng thí nghiệm.
- Analeigh Tipton vào vai Ana Lee
- David Harbour vào vai Frank Scanlon
- James Franco vào vai Danny "Crystal" Clear, đối thủ của Chudnofsky[3]